# Saligny-le-Vif
Saligny-le-Vif est une ancienne commune française située dans le département du Cher, en région Centre-Val de Loire.
Ses habitants se nomment les Saligniens.

## Géographie
Désormais rattachée à Baugy, Saligny-le-Vif était une commune rurale située à l'est du département, en Champagne balgycienne, à 33 km de Bourges et au croisement de la D 43 et de la D 102, entre Baugy et Nérondes.

## Toponymie
L'étymologie de Saligny-le-Vif et de certains de ses hameaux semble montrer une origine très ancienne du village.
Ainsi, le hameau des Essarts, situé sur la route allant à Villequiers a une étymologie intéressante : essart qui signifie défrichement. Ce terme vient du latin exsarire = sarcler. Le toponyme Essarts a très vraisemblablement été donné à ce hameau à la suite des défrichements de la période féodale.
Saligny pourrait provenir du latin salix qui veut dire saule.[Information douteuse]
« Vif » de Saligny-le-Vif peut-être interprété comme venant du latin vicus (mot latin désignant un ensemble d'habitations) pouvant remonter à la période gallo-romaine.

## Histoire
Généralités historiques : Saligny-le-Vif relevait de l'abbaye de la Bonne-Nouvelle d'Orléans.
Le 1er janvier 2019, la commune fusionne avec Baugy et Laverdines pour former la commune nouvelle de Baugy dont la création est actée par un arrêté préfectoral du 18 octobre 2018.

## Politique et administration
| Période                                  | Période                         | Identité             | Étiquette | Qualité                    |
| ---------------------------------------- | ------------------------------- | -------------------- | --------- | -------------------------- |
| Les données manquantes sont à compléter. |                                 |                      |           |                            |
| avant 1988                               | ?                               | Roger Roblin         |           |                            |
| mars 2001                                | En cours (au 27 septembre 2014) | Christian Weingarten | DVG       | Retraité de l'enseignement |

## Démographie
L'évolution du nombre d'habitants est connue à travers les recensements de la population effectués dans la commune depuis 1793. Pour les communes de moins de 10 000 habitants, une enquête de recensement portant sur toute la population est réalisée tous les cinq ans, les populations de référence des années intermédiaires étant quant à elles estimées par interpolation ou extrapolation. Pour la commune, le premier recensement exhaustif entrant dans le cadre du nouveau dispositif a été réalisé en 2007.

En 2016, la commune comptait 183 habitants, en évolution de +7,02 % par rapport à 2010 (Cher : −2,48 %, France hors Mayotte : +2,11 %).
| 1793 | 1800 | 1806 | 1821 | 1831 | 1836 | 1841 | 1846 | 1851 |
| ---- | ---- | ---- | ---- | ---- | ---- | ---- | ---- | ---- |
| 388  | 481  | 525  | 354  | 413  | 436  | 429  | 470  | 473  |

| 1856 | 1861 | 1866 | 1872 | 1876 | 1881 | 1886 | 1891 | 1896 |
| ---- | ---- | ---- | ---- | ---- | ---- | ---- | ---- | ---- |
| 513  | 515  | 515  | 517  | 537  | 529  | 472  | 441  | 425  |

| 1901 | 1906 | 1911 | 1921 | 1926 | 1931 | 1936 | 1946 | 1954 |
| ---- | ---- | ---- | ---- | ---- | ---- | ---- | ---- | ---- |
| 386  | 400  | 352  | 342  | 303  | 288  | 276  | 258  | 233  |

| 1962 | 1968 | 1975 | 1982 | 1990 | 1999 | 2006 | 2007 | 2012 |
| ---- | ---- | ---- | ---- | ---- | ---- | ---- | ---- | ---- |
| 243  | 243  | 178  | 151  | 143  | 157  | 159  | 159  | 188  |

| 2016 | - | - | - | - | - | - | - | - |
| ---- | - | - | - | - | - | - | - | - |
| 183  | - | - | - | - | - | - | - | - |

## Économie
- Céréales, oléagineux, bovins, ovins.

## Culture locale et patrimoine

### Lieux et monuments
- Église romane Saint-Pierre : portail occidental roman, pierre tombale du XVe siècle.
- Ancien lavoir situé entre le bourg de Saligny-le-Vif et le hameau Les Essarts au bout d'un petit chemin.

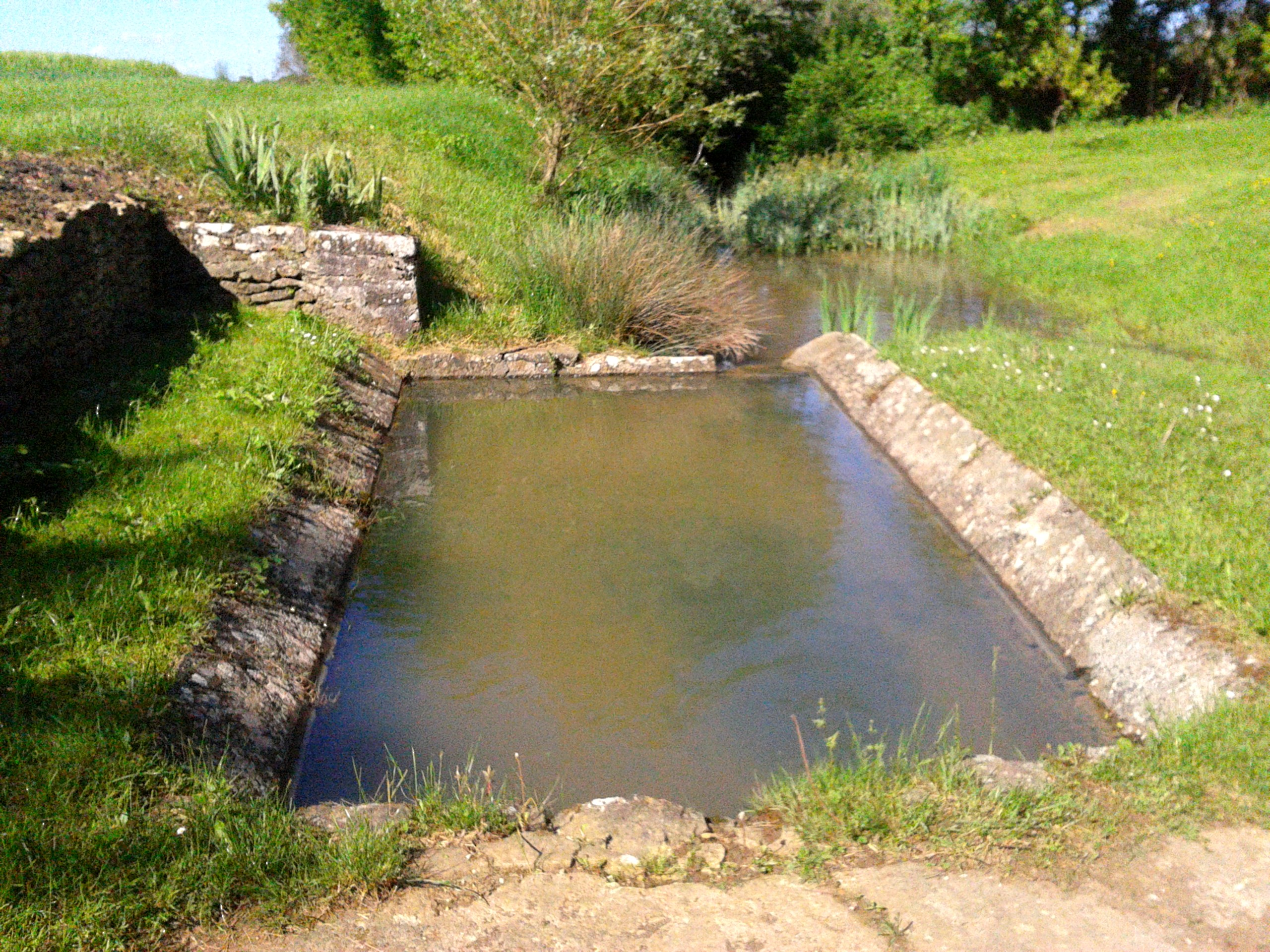
Vue sur le bassin du lavoir.

### Vestiges préhistoriques et antiques
- Motte féodale au Grand-Nuisement.

### Personnalités liées au village
- Jean Cafiou (1863-1949), paysan et auteur. Son livre Papa Jean paysan berrichon nous livre sa vie quotidienne laborieuse, parfois très dure, telle que la menait les paysans berrichons de la seconde moitié du XIXe siècle et de la première moitié du XXe siècle, ainsi que les événements qui ont jalonné sa vie. Jean Cafiou a dicté son livre à sa petite fille Marie Cartier-Obcowski, et celle-ci l'a fait paraître en 1991. Ce livre est un témoignage important sur les conditions de vie des paysans berrichons sous la Troisième République[8].
- Juliette Darle (1921-2013), poétesse, y est née.